# Cyril Beach
Cyril Howard Beach (sinh ngày 28 tháng 3 năm 1909, ngày mất không rõ) là một cầu thủ bóng đá người Anh thi đấu ở vị trí tiền đạo tầm xa cho Charlton Athletic và Sunderland.